# Ingquza Hill Local Municipality
Ingquza Hill [iˈŋǃʱuz̤a] (englisch Ingquza Hill Local Municipality; ehemals Qaukeni, dann Ngquza Hill) ist eine Lokalgemeinde im Distrikt OR Tambo der südafrikanischen Provinz Ostkap. Der Verwaltungssitz der Gemeinde befindet sich in Flagstaff. Bürgermeister ist B. B. Goya.
Die Gemeinde ist nach einem hier befindlichen Berg benannt. Der frühere Name Qaukeni ist die Bezeichnung einer Regional Authority der Pondo sowie des House of King Sicau. Die Gemeindebezeichnung wurde gewählt, weil es für die vereinte Bevölkerung von Lusikisiki und Flagstaff (ehemalige Transitional Local Councils) steht.

## Städte und Orte
| - Buhlanyanga - Dubana - Flagstaff - Gabajana - Goso Forest - Hlwahlwazi - Joe Slovo - KuMathe | - KwaBhala A - KwaBodweni - KwaThahle - Lambasi - Litlaphele - Lusikisiki - Luthulini - Makhwalweni | - Malangeni A - Malizole - Mantlaneni - Marhamzeni - Mbila - Mcobotini - Mfinizweni - Mketengeni | - Mkhamela - Mqwangqweni - Msikaba C - Mtwaku - Ndimakude - New Rest - Nkozo - Nkuluekweni | - Nkunzimbini A - Phumlo - Port Grosvenor - Sipaqeni - Unity Park |

## Bevölkerung
Im Jahr 2011 hatte die Gemeinde 278.481 Einwohner. Davon waren 99,2 % schwarz. Die Bevölkerung hat einen sehr hohen Jugendanteil, 46 Prozent sind 15 Jahre oder jünger. Die ungenügende medizinische Versorgung der überwiegend armen Bevölkerung trägt hier zu erheblich erschwerten Lebensbedingungen bei. Erstsprache war zu 94,1 % isiXhosa, zu 2,2 % Englisch und zu 0,9 % isiZulu.